# Andreas Bergmann (Jurist)
Andreas Bergmann (* Dezember 1973 in Saarbrücken) ist ein deutscher Jurist und Professor an der Fernuniversität Hagen.

## Leben
Der in Saarbrücken geborene Andreas Bergman leistete nach dem Abitur 1993 am Gymnasium am Rotenbühl seinen Wehrdienst in Zweibrücken ab. Danach begann Bergmann zum Wintersemester 1994/1995 das Studium der Rechtswissenschaften an der Universität des Saarlandes. 1999 beendete er das Studium mit dem Ersten Juristischen Staatsexamen („sehr gut“). Von August 2001 bis September 2003 folgten das Referendariat und das Zweite Juristische Staatsexamen („vollbefriedigend“) im Saarland. 2002 promovierte er in Saarbrücken bei Michael Martinek mit der wirtschaftsrechtlichen Arbeit Die fremdorganschaftlich verfasste offene Handelsgesellschaft, Kommanditgesellschaft und BGB-Gesellschaft als Problem des allgemeinen Verbandsrechts. Er habilitiertel sich 2009 in Saarbrücken mit einer Schrift über die subordinationsrechtliche Deutung der negotiorum gestio (Die Geschäftsführung ohne Auftrag als Subordinationsverhältnis). Die venia legendi erhielt er für die Fächer Bürgerliches Recht, Wirtschaftsrecht, Internationales Privatrecht und Rechtsvergleichung sowie Neuere Privatrechtsgeschichte. 2010 erfolgte der Ruf als Professor a die Universität Bayreuth. Seit April 2011 ist er Inhaber des Lehrstuhls für Bürgerliches Recht, Privatrechtsgeschichte sowie Handels- und Gesellschaftsrecht an der FernUniversität Hagen.
Seine Forschungsschwerpunkte sind bürgerliches Recht, Handelsrecht, Personengesellschaftsrecht, Vertriebsrecht und Privatrechtsgeschichte.

## Schriften (Auswahl)
- Die fremdorganschaftlich verfasste, offene Handelsgesellschaft, Kommanditgesellschaft und BGB-Gesellschaft als Problem des allgemeinen Verbandsrechts. Ein Beitrag zur Überwindung des Dualismus von Personengesellschaften und Körperschaften. Berlin 2002, ISBN 3-428-10889-2.
- Fälle zum Handels-, Gesellschafts- und Wertpapierrecht. Heidelberg 2008, ISBN 978-3-8114-3454-7.
- Die Geschäftsführung ohne Auftrag als Subordinationsverhältnis. Die Rechtsinstitute der negotiorum gestio in subordinationsrechtlicher Betrachtungsweise. Tübingen 2010, ISBN 978-3-16-150329-0.
- Die Rechtsfolgen des ungerechten Vertrages. Die Grundlegung einer Lehre der materiellen Vertragsgerechtigkeit. Tübingen 2014, ISBN 3-16-153109-4.